# Sphagnum gordjogini
Sphagnum gordjogini är en bladmossart som beskrevs av B.B. Semenov 1921. Sphagnum gordjogini ingår i släktet vitmossor, och familjen Sphagnaceae. Inga underarter finns listade i Catalogue of Life.